# Franskspråkig litteratur

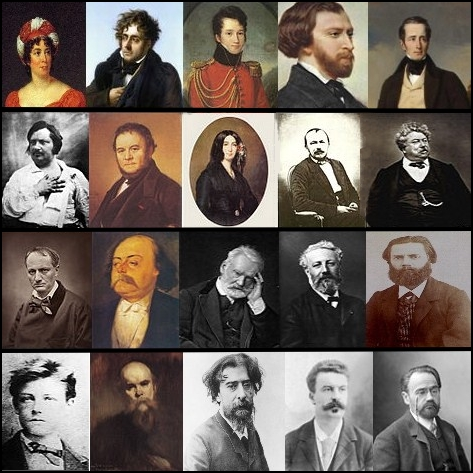
Viktiga franskspråkiga författare från 1800-talet.
Översta raden från vänster: Germaine de Staël, Fr.-R. de Chateaubriand, Alfred de Vigny, Alfred de Musset, Alphonse de Lamartine. Andra raden från vänster: Honoré de Balzac, Stendhal, George Sand, Gérard de Nerval, Alexandre Dumas. Tredje raden från vänster: Charles Baudelaire, Gustave Flaubert, Victor Hugo, Jules Verne, Jules Vallès. Nedersta raden från vänster: Arthur Rimbaud, Paul Verlaine, Alphonse Daudet, Guy de Maupassant, Émile Zola.

Franskspråkig litteratur är litteratur skriven på franska språket. Den skrivs i bland annat Frankrike, Belgien, Schweiz, Kanada, Algeriet, Marocko och Senegal.

## Översikt
Litteratur på franska skapas och har främst skapats i områden där franska är dominerande språk. Detta inkluderar Frankrike med grannländer och vissa tidigare kolonier. I delar av Karibien, Afrika, Asien och Asien är franska fortfarande ett viktigt språk inom administrationen, och franska används som språk inom massmedier och litteratur.
Bland afrikanska författare som skriver/skrivit på franska återfinns Léopold Senghor (Senegal), Ahmadou Kourouma (Elfenbenskusten), Mongo Beti (Kamerun), Amadou Hampâté Bâ (Mali), Kateb Yacine (Algeriet) och Mohammed Choukri (Marocko). Franskspråkiga författare i före detta franska kolonier använder franskan som ett etablerat världsspråk för att ge uttryck åt erfarenheter från arabiska, afrikanska eller västindiska miljöer.
Även vissa andra författare, som inte haft franska som modersmål, har ibland skrivit på franska; här ingår bland annat August Strindberg. Den i Frankrike naturaliserade rumänen Eugène Ionesco tillhör de relativt få invandrade författarna som blivit del av den franska litterära traditionen.

## Historik

### Medeltiden
- Rolandssången
- Tristan och Isolde
- François Villon
- Christine de Pisan

### 1500-talet
- François Rabelais
- Clément Marot
- Michel de Montaigne
- Pierre de Ronsard

### 1600-talet
Dramatikens storhetstid:
- Molière
- Pierre Corneille
- Jean Racine

### 1700-talet
Upplysningstiden med utgångspunkt från naturvetenskap och människans förnuft:
- Voltaire
- Jean-Jacques Rousseau
- Denis Diderot

### 1800-talet
Romanen blev den dominerande genren. Honoré de Balzac och Emile Zola skrev en nyskapande form av social realism, medan författare som Gustave Flaubert och Stendhal stod för en mer individuellt inriktad realism. Poesin förnyades av Victor Hugo, Charles Baudelaire och Arthur Rimbaud.
- Jules Verne (även kallad uppfinnaren av science fiction) skrev  En världsomsegling under havet.
- Alexandre Dumas - De Tre Musketörerna
- Honoré de Balzac
- Gustave Flaubert
- Emile Zola
- Victor Hugo
- Charles Baudelaire
- Paul Verlaine
- Arthur Rimbaud
- Stendhal

### 1900-talet
Den franskspråkiga litteraturen upplevde en ny guldålder under 1900-talet. Betydande författare under denna period var Marcel Proust, Louis-Ferdinand Céline, André Gide och André Malraux. Efter andra världskriget kom stora namn som Albert Camus, Jean-Paul Sartre och Simone de Beauvoir.
Den nya romanen (Le Nouveaux Roman) med författare som Alain Robbe-Grillet och Claude Simon förnyade romankonsten. Andra uppmärksammade författare var J.M.G. Le Clézio, Marguerite Duras, Françoise Sagan, Marguerite Yourcenar och Georges Perec.
Georges Simenon blev en populär deckarförfattare.
Inom litteraturkritik och essäistik fick Maurice Blanchot, Roland Barthes, Jacques Derrida och Julia Kristeva stort inflytande.
Det kulturella/litterära fenomenet négritude skapades på 1930-talet, av Léopold Senghor (Senegal) och Aimé Césaire (Karibien).

### 2000-talet
Bland senare års mer kända franska författare finns Patrick Modiano, 2014 års nobelpristagare i litteratur.

## Nobelpristagare
Ett antal franskspråkiga författare har fått Nobelpriset i litteratur:
- 1901 - Sully Prudhomme
- 1904 - Frédéric Mistral
- 1911 - Maurice Maeterlinck (från Belgien)
- 1915 - Romain Rolland
- 1921 - Anatole France
- 1927 - Henri Bergson
- 1937 - Roger Martin du Gard
- 1947 - André Gide
- 1952 - François Mauriac
- 1957 - Albert Camus
- 1960 - Saint-John Perse
- 1964 - Jean-Paul Sartre (avböjde priset)
- 1969 - Samuel Beckett (Irländare, skrev delvis på franska)
- 1985 - Claude Simon
- 2008 - J.M.G. Le Clézio
- 2014 - Patrick Modiano
- 2022 - Annie Ernaux

## Källhänvisningar
1. 1 2 3   franskspråkig litteratur i Nationalencyklopedins nätupplaga. Läst 17 november 2015.
2. ↑  "Les grands auteurs africains de langue française". cairn.info/Afrique contemporaine 2012/1 (#241). Läst 17 november 2015. (franska)
3. ↑  ”French literature” (på engelska). Encyclopedia Britannica. https://www.britannica.com/art/French-literature.
4. ↑  "From Negritude to Realism". afrol.com. Läst 18 november 2015. (engelska)